# Argyranthemum frutescens
Argyranthemum frutescens, o magarza, es una especie de planta medicinal[cita requerida] perteneciente a la familia de las asteráceas, originaria de las Islas Canarias.

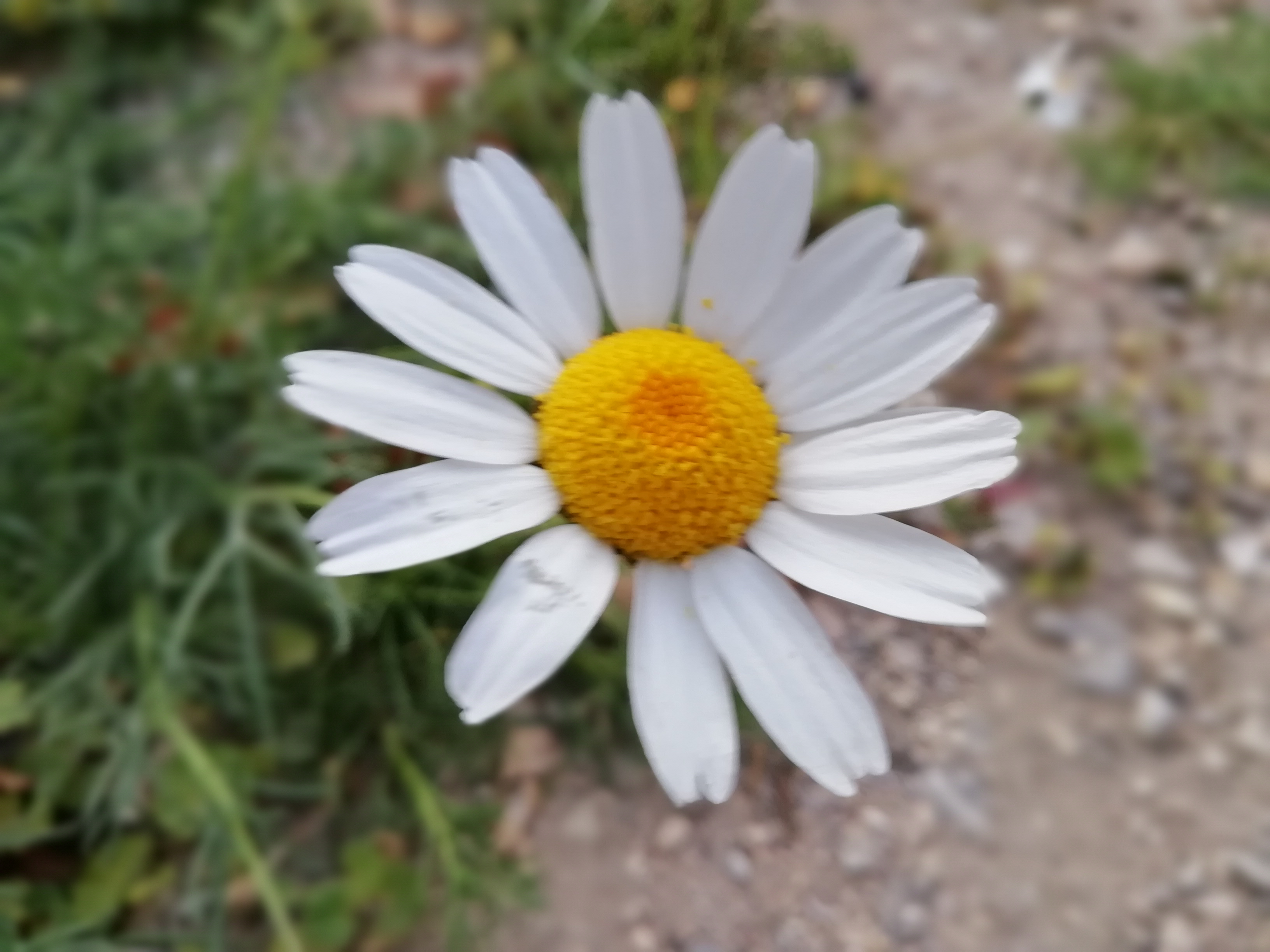
Detalle de la flor

## Descripción
Pertenece al grupo de especies cuyas cipselas exteriores son aladas y que poseen un vilano coroniforme, caracterizándose por sus hojas profundamente lobuladas, que poseen 2-6 lóbulos primarios, linear-lanceolados o lanceolados. Sus inflorescencias son corimbosas. 

## Usos
En herboristería se usa como tónico estomacal y para combatir el asma. Las hojas se usan en infusión.
En jardinería se utiliza como planta ornamental.

## Taxonomía
Argyranthemum frutescens fue descrita por (L.) Sch.Bip. y publicado en Species Plantarum 2: 767. 1753.
Etimología
Argyranthemum: nombre genérico que procede del griego argyros, que significa "plateado" y anthemom, que significa "planta de flor", aludiendo a sus flores radiantes pálidas.
frutescens: epíteto procedente del latín frutescere, que significa "echar o producir vástagos o renuevos". En esta especie hace referencia a su ramificación exuberante.
Variedades
Argyranthemum frutescens es una especie muy variable y con varias subespecies: 
- ssp. frutescens, en todas las islas citadas salvo La Gomera;
- ssp. canariae (Christ) Humphries, en Gran Canaria;
- ssp. foeniculaceum (Pit. & Proust) Humphries, en La Gomera;
- ssp. gracilescens (Christ) Humphries, en Tenerife;
- ssp. parviflorum (Pit. & Proust) Humphries, en La Gomera y Tenerife;
- ssp. pumilum Humphries, en Gran Canaria;
- ssp. succulentum Humphries, en La Gomera, El Hierro y Tenerife.

Sinonimia
- Chrysanthemum frutescens
- Pyrethrum frutescens[3]
- Anthemis frutescens Voss
- Chrysanthemum floridum Salisb.
- Chrysanthemum foliosum Brouss. ex
- Chrysanthemum fruticosum Buch
- Matricaria frutescens (L.)[4]

## Nombres comunes
Se conoce como "magarza común (ssp. frutescens), magarza grancanaria de costa (ssp. canariae (Christ) Humphries), magarza gomera de costa (ssp. foeniculaceum (Pit. & Proust) Humphries), magarza común grácil (ssp. gracilescens (Christ) Humphries), magarza de flor chica (ssp. parviflorum (Pit. & Proust) Humphries), magarza chica (ssp. pumilum Humphries) o magarza carnosa  (ssp. succulentum) Humphries". La ssp. pumilum Humphries de esta especie, se incluye en el Catálogo de Especies Amenazadas de Canarias, como sensible a la alteración de su hábitat, en la isla de Gran Canaria.